# Sailly-lez-Cambrai
Sailly-lez-Cambrai ist eine französische Gemeinde mit 416 Einwohnern (Stand 1. Januar 2022) im Département Nord in der Region Hauts-de-France. Sie gehört zum Kanton Cambrai im Arrondissement Cambrai.

## Lage
Die Gemeinde Sailly-lez-Cambrai liegt vier Kilometer nordwestlich von Cambrai. Sie grenzt im Nordosten an Sancourt, im Südosten, Süden und Südwesten an Raillencourt-Sainte-Olle sowie im Nordwesten an Haynecourt.

## Bevölkerungsentwicklung
| Jahr                       | 1962 | 1968 | 1975 | 1982 | 1990 | 1999 | 2010 | 2021 |
| Einwohner                  | 565  | 558  | 511  | 469  | 421  | 441  | 450  | 422  |
| Quellen: Cassini und INSEE |      |      |      |      |      |      |      |      |

## Sehenswürdigkeiten

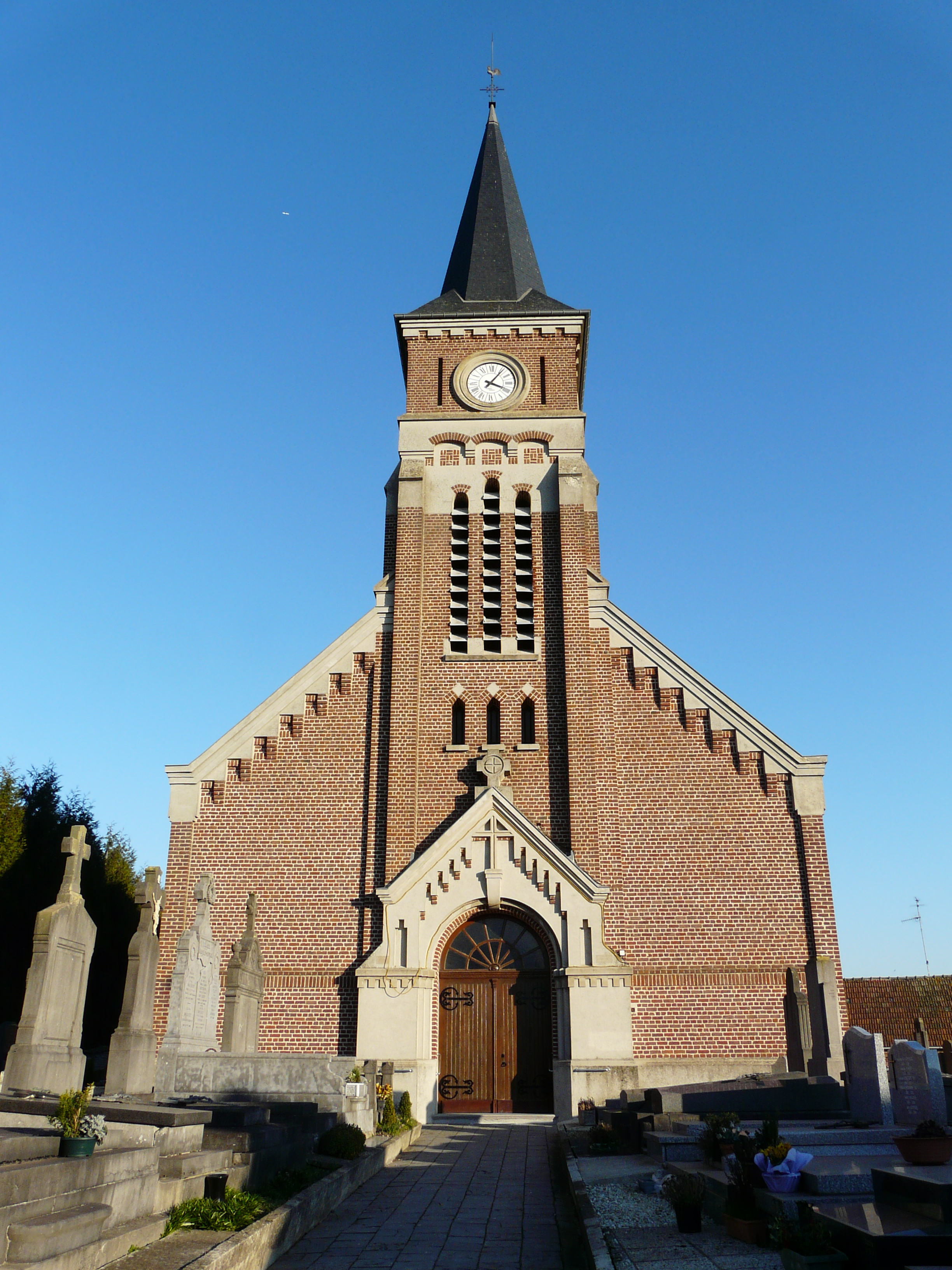
Kirche Saint-Aubert
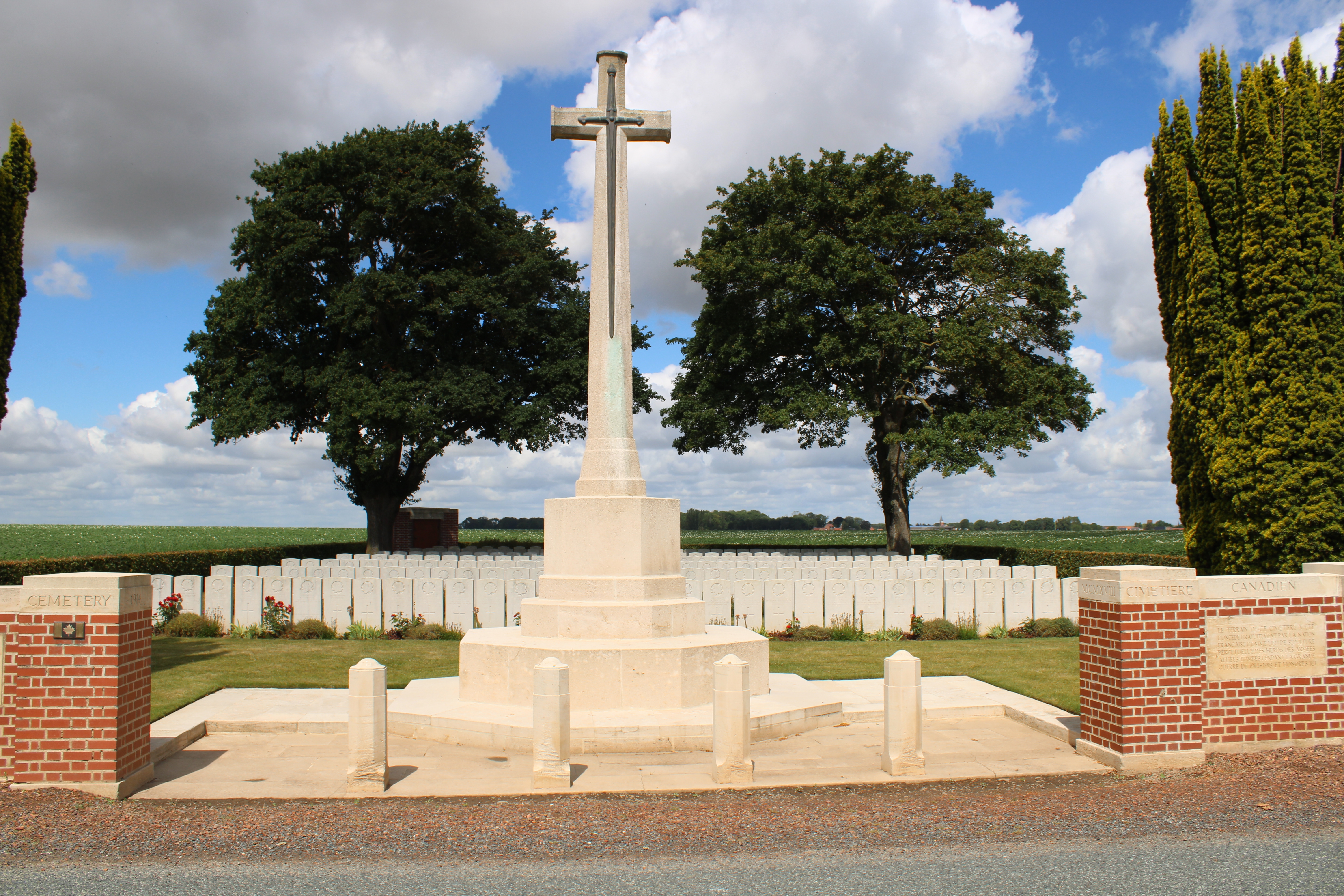
kanadischer Soldatenfriedhof
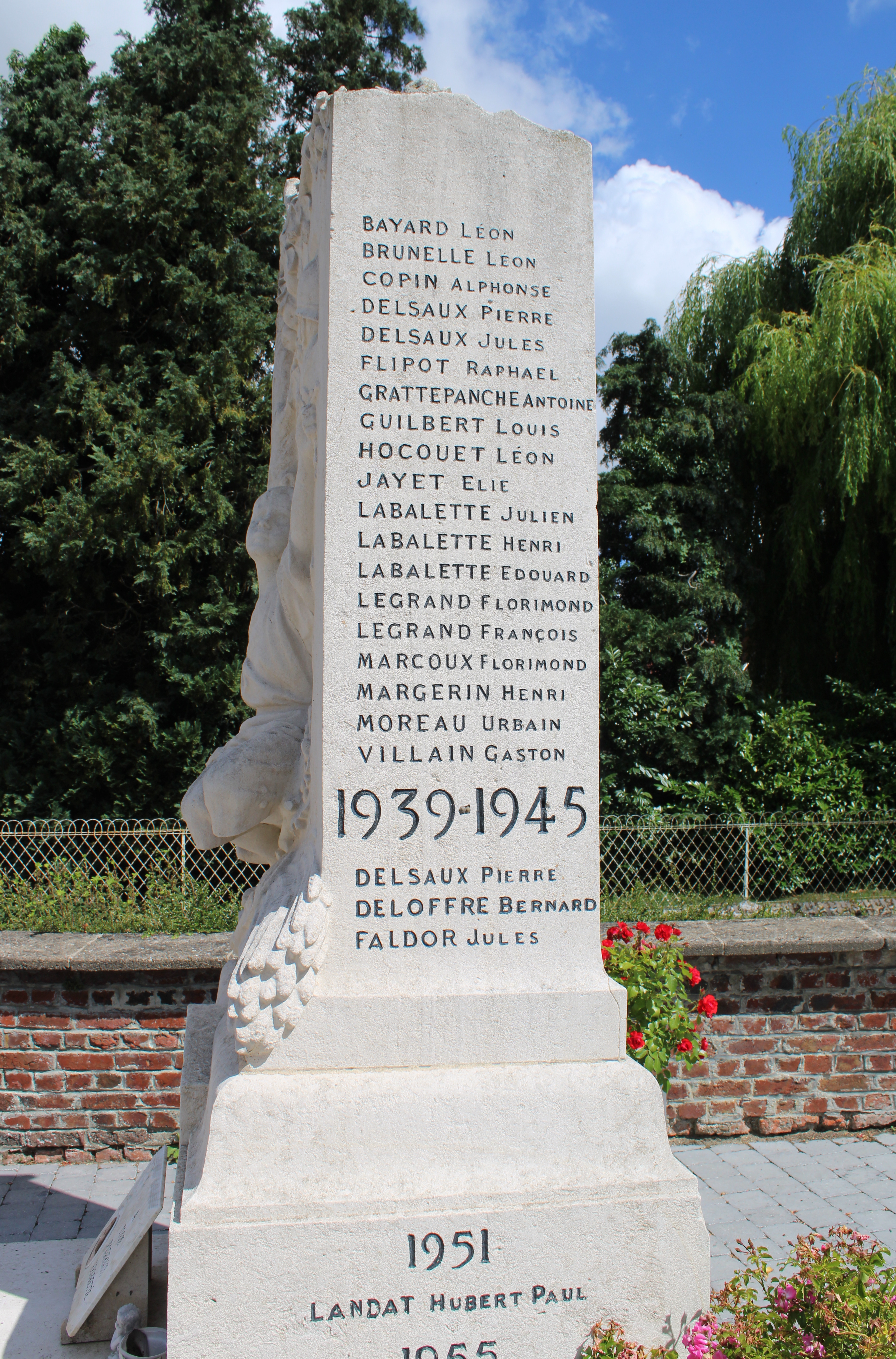
Wasserturm

- Kirche Saint-Aubert
- Kanadischer Soldatenfriedhof
- Gefallenendenkmal